# Kamenice u Hlohovce
Kamenice u Hlohovce je přírodní památka západně od obce Hlohovec v okrese Břeclav. Důvodem ochrany je zachování a ochrana xerotermofilních rostlinných společenstev s výskytem zvláště chráněných druhů.